# Listă de pictori zimbabwieni
Aceasta este o listă de pictori zimbabwieni.

## Z
- Alex Zwarenstein (1952)